# 대구광역시 출신 목록

## 목록
저명 인사를 총괄할 때 정재계 인사나 역사 인물만 기제할 것.

### 조선
- 서거정 (1420 ~ 1488) - 문신
- 방유령 (1462 ~ 1529) - 문신
- 손기남 (1539 ~ 1606) - 문신
- 이서 (1732 ~ 1794) - 정치인
- 서상돈 (1851 ~ 1913) - 정치인
- 박중양 (1872 ~ 1959) - 귀족, 정치인
- 이경희 (1880 ~ 1949) - 독립운동가, 전 대구시장
- 이시영 (1882 ~ 1919) - 독립운동가, 전 대한민국 부통령
- 박문웅 (1890 ~1959) - 관료, 정치인
- 이인 (1896 ~ 1979) - 독립운동가, 전 법무부 장관

### 대한제국
- 최윤동 (1897 ~1965) - 독립운동가
- 이갑성 (1889 ~ 1981) - 독립운동가
- 이상백 (1904 ~ 1966) - 독립운동가

### 대한민국
- 박동진 (1922 ~2013) - 똥
- 신도환 (1922 ~ 2004) - 정치인
- 김수환 (1922 ~ 2009) - 성직자, 전 추기경
- 이인호 (1931 ~ 1966) - 정치인
- 김운용 (1931 ~ ) - 정치인
- 노태우 (1932 ~ ) - 정치인, 전 대한민국 대통령
- 이만섭 (1932 ~ 2015) - 정치인, 전 대한민국 국회의장
- 이시형 (1934 ~ ) - 의료인
- 김우중 (1936 ~ ) - 기업인, 전 대우 회장
- 문희갑 (1937 ~ ) - 정치인, 전 대구광역시장, 전 국회의원
- 강신성일 (1937 ~ 2018) - 정치인, 전 국회의원
- 사공일 (1940 ~ ) - 교육자, 뉴욕대 교수
- 서훈 (1942 ~ ) - 정치인
- 이해봉 (1942 ~ 2012)- 정치인, 전 국회의원
- 이건희 (1942 ~ 2020) - 기업인, 전 삼성 회장
- 서상기 (1946 ~ ) - 정치인, 전 국회의원
- 이강철 (1947 ~ ) - 정치인, 전 국회의원
- 전태일 (1948 ~ 1970) - 인권운동가
- 박경호 (1949 ~ ) - 정치인, 전 달성군수
- 이종화 (1949 ~ ) - 정치인, 전 북구청장
- 이종진 (1950 ~ ) - 정치인, 전 국회의원
- 박일환 (1951 ~ ) - 법조인, 전 대법관
- 서중현 (1951 ~ ) - 정치인, 전 서구청장
- 윤석용 (1951 ~ ) - 정치인, 전 국회의원
- 박근혜 (1952 ~ ) - 정치인, 전 대한민국 대통령
- 이민화 (1953 ~ 2019) - 교육자
- 홍준표 (1953 ~ ) - 정치인, 전 국회의원
- 담철곤 (1955 ~ ) - 기업인, 전 오리온 회장
- 유재한 (1955 ~ ) - 국영기업인, 전 정무직 공무원
- 곽대훈 (1955 ~ ) - 정치인, 전 달서구청장
- 박용석 (1955 ~ ) - 법조인, 대검찰청 차장검사
- 이명규 (1956 ~ ) - 정치인, 전 국회의원
- 유승민 (1958 ~ ) - 정치인, 전   국회의원